# Birmougrein
Birmougrein eller Bir Moghrein (Arabiska: بير مغرين) är en ökenstad i regionen Tiris Zemmour i det nordvästafrikanska landet Mauretanien. Staden hade 1 613 invånare (2013), och ligger nära gränsen mot Västsahara. Staden har en flygplats, Bir Moghrein Airport.